# Lubowidza
Lubowidza – wieś w Polsce położona w województwie łódzkim, w powiecie brzezińskim, w gminie Dmosin. 
| SIMC    | Nazwa            | Rodzaj    |
| ------- | ---------------- | --------- |
| 0727015 | Lubowidza-Nowiny | część wsi |
| 1038677 | Nowiny           | część wsi |

Nazwa wsi pochodzi od staropolskiego imienia Lubowid.
Przez wieś przebiega droga asfaltowa, powiatowa nr 02937E.
Wieś szlachecka położona była w drugiej połowie XVI wieku w powiecie rawskim ziemi rawskiej województwa rawskiego. W latach 1975–1998 miejscowość administracyjnie należała do województwa skierniewickiego.
Inne miejscowości o nazwie Lubowidza: Lubowidz